# Meurtres à Badger's Drift (téléfilm)
Meurtres à Badger's Drift (The Killings at Badger's Drift) est un téléfilm policier britannique de la série Inspecteur Barnaby, initialement diffusé le 23 mars 1997.
Ce téléfilm, premier de la série, a été réalisé par Jeremy Silberston, sur un scénario d'Anthony Horowitz, adapté du roman éponyme de Caroline Graham.

## Synopsis
Badger's Drift est un tranquille petit village qui se trouve secoué par le meurtre inexplicable d'Emily Simpson, une vieille dame, retrouvée morte dans son cottage. Sa plus proche amie est convaincue que sa mort n'a rien de naturel et elle persuade l'inspecteur-chef Barnaby d'enquêter... C'est alors que les recherches dévoilent de sinistres évènements qui étaient restés enfouis dans le passé.

## Fiche technique
- Titre français : Meurtres à Badger's Drift
- Titre original (anglais) : The Killings at Badger's Drift
- Réalisation : Jeremy Silberston
  - Assistants réalisateurs : 1) Peter Stenning, 2) Toby Ford et 3) Zoe Lillywhite (Zoe Lilywhite)
- Scénario : Anthony Horowitz
  - D'après le roman éponyme[1] de Caroline Graham
- Production :
  - Producteurs : Brian True-May et Betty Willingale
  - Productrice associée : Patricia Greenland (Pat Greenland)
  - Productrice déléguée : Delia Fine
  - Société de production : Bentley Productions
- Musique originale : Jim Parker
- Directeur de la photographie : Nigel Walters
- Effets visuels : Neal Champion
- Montage : Derek Bain
- Décors : Don Giles
- Costumes : Reg Samuel
- Ingénieur du son : Les Honess
- Casting : Joyce Nettles
- Maquillage : Marilyn MacDonald
- Effets spéciaux : Peter Kersey
- Premières diffusions :
  - Royaume-Uni : 23 mars 1997 sur ITV
  - France : 14 janvier 2001 sur France 3

## Distribution

### Personnages récurrents
- John Nettles (VF : Hervé Jolly) : l'inspecteur-chef détective Tom Barnaby
- Daniel Casey (VF : Antoine Nouel) : le sergent Troy
- Jane Wymark (VF : Monique Nevers) : Joyce Barnaby
- Laura Howard (VF : Géraldine Giraud) : Cully Barnaby
- Barry Jackson (en) : le docteur Bullard (médecin légiste)

### Autres personnages
- Renée Asherson (Renee Asherson) : Emily Simpson
- Rosalie Crutchley : Lucy Bellringer
- Jonathan Firth (VF : Lionel Tua) : Michael Lacey
- Emily Mortimer (VF : Virginie Méry) : Katherine Lacey
- Julian Glover (VF : Philippe Dumat) : Henry Trace
- Selina Cadell (VF : Denise Metmer) : Phyllis Cadell
- Christopher Villiers : David Whitely
- Richard Cant (en) : Dennis Rainbird
- Elizabeth Spriggs : Iris Rainbird
- Bill Wallis : le docteur Trevor Lessiter
- Diana Hardcastle : Barbara Lessiter
- Jessica Hynes (Jessica Stevenson) : Judith Lessiter
- Barbara Young : Anne Quine
- Avril Elgar (en) : Mary Sharpe
- Cory Pulman : Terry Bazely
- Peter Jordan : conseiller
- Marlene Sidaway (en) : conseillère
- Jonathan Oliver : conseiller
- Simon Godwin : Giovanni
- Neil Conrich : agent de police
- Paul Putner : un agent de police (il réapparaîtra dans l'épisode Écrit dans le sang, en 1998)
- Nigel Asbridge : le curé

## Lieux de tournage
- Amersham (Buckinghamshire)
- Bledlow (en) (Buckinghamshire)
- The Lee (Buckinghamshire)
- Little Missenden (Buckinghamshire)
- Brighton (Sussex de l'Ouest)
- Cambridge
- Christmas Common (en) (Buckinghamshire)